# 1806

## أحداث
- تأسيس مدينة إسكندر آباد [الإنجليزية] وتقع حاليا في الهند.
- تأسيس مدينة لاونسستون وتقع حاليا في أستراليا.
- نهاية حرب التحالف الثالث في 1806 والتي بدأت في 1805.
- 12 يناير - فرنسا تحت حكم نابليون بونابرت (1769 - 1821) تنسحب من فيينا
- اتفقت 38 مدينة من أصل 80 مدينة [وضح من هو المقصود ؟] حرة على عقد اتحاد بينها، فتشكلت الرابطة الألمانية (Deutscher Bund) وتم وضعها تحت إدارة النمسا مؤقتا في مؤتمر فيينا (Wiener Kongress).

## مواليد
- أنطوان ويرتز
- إسامبارد كينجدم برونيل
- إليزابيث باريت براونينغ
- جون ستيوارت ميل
- لونغتوك غياتسو
- مايرون هولى كلارك
- وليام أيكن ، الابن

## وفيات
- بيير شارلز فيلنوف
- جون أباركرومبي
- روبرت غراي
- شارل أوغستان دي كولوم
- صوفي ميرو
- هنري نوكس
- هوراشيو غيتس
- وليام بت الأصغر
- كارلو غوتسي